# Avalonianus
Avalonianus là tên của một răng hóa thạch từ thời kỳ Trias muộn của Anh. Nó được mô tả lần đầu năm 1898 bởi Seeley với tên Avalonia, nhưng tên đó trước đó đã được dùng (Walcott, 1889), nên Kuhn tái danh nó năm 1961. Ban đầu được xem là một prosauropoda, nhưng phân tích sau đó cho thấy đây là một chimera, với răng gốc đến từ một ornithosuchia phi khủng long (hoặc có lẽ là một theropoda thời kỳ đầu), và sau đó được chuyển sang một hóa thạch prosauropoda (được tái danh Camelotia).